# Straat Roti
Straat Roti (Indonesisch: Selat Roti of Selat Rote) is een zeestraat in de Indonesische provincie Oost-Nusa Tenggara. De zeestraat scheidt de eilanden Roti en Timor van elkaar. Aan de noordzijde ligt op het eiland Timor het regentschap Kupang en aan de zuidzijde het eiland Roti. Het water verbindt de Timorzee met de Sawuzee.